# Kurt Hoffmann (director de cine)
Kurt Bertrand Paul Hoffmann (Friburgo de Brisgovia, 12 de noviembre de 1910; Múnich, 25 de junio de 2001) fue un director de cine alemán de películas de entretenimiento, además de productor y guionista. En las décadas de 1950 y 1960, Hoffmann hizo películas tan conocidas como Pienso a menudo en Piroschka o Las confesiones del estafador Felix Krull. 

## Biografía
Hoffmann era hijo del camarógrafo Carl Hoffmann, que había realizado las películas mudas Los nibelungos y Fausto. Creció en Berlín, donde se graduó de la escuela secundaria. Poco después, gracias a la intervención de su padre, se convirtió em asistente de dirección en varias producciones cinematográficas. Después de realizar varios cortometrajes propios, en 1939 dirigió su primer largometraje de comedia, El paraíso de los solteros, por iniciativa de Heinz Rühmann.  Rühmann también fue el actor principal de la película más conocida de Hoffmann durante la era nazi, Quax, der Bruchpilot  (1941).
Después de ser reclutado brevemente para el servicio militar, Hoffmann reanudó su trabajo como director después del final de la guerra. En la década de 1950 tuvo su gran período creativo cinematográfico con películas de entretenimiento variadas y coloridas como Fuegos artificiales, Pienso a menudo en Piroschka y La casa de la bruja en Spessart. Liselotte Pulver en particular resultó ser una actriz protagonista ideal para él.  En 1951, Hoffmann realizó el largometraje  Fanfaren der Liebe, poco conocido hoy en día, cuyo argumento se basaba en la misma historia de Robert Thoeren y Michael Logan que Some Like It Hot de Billy Wilder. También cabe mencionar la colaboración de Hoffmann con Erich Kästner, quien proporcionó el guion de varias de sus películas. La novela homónima de Hugo Hartung sirvió de base para su película Wir Wunderkinder (1958) con Johanna von Koczian, Hansjörg Felmy, Robert Graf, Wolfgang Neuss y Wolfgang Müller. Este análisis satírico de la historia alemana desde 1913 hasta aproximadamente 1953 se convirtió en uno de los mayores éxitos de Hoffmann, que también fue coproductor de numerosas películas después de 1950. 
En las décadas de 1960 y 1970, su fama se desvaneció. En tiempos de películas de aventuras, crímenes y sexo, pero también de cine de autor y del nuevo cine alemán, sus comedias ligeras como Hokuspokus oder: Wie lasse ich meinen Mann verschwinden…? y Morgens um sieben ist die Welt noch in Ordnung, a pesar de ser éxitos nada despreciables, parecían ya anticuadas. Apareció como director por última vez en 1976, realizando para ZDF la película por episodios Sonntagsgeschichten, en la que también actuó como narrador en una breve introducción.  Como el medio televisivo no le atraía como oportunidad laboral, se retiró a su vida privada.
Kurt Hoffmann estuvo casado desde 1938 con Betti Grimm († 1989), hermana del director Hans Grimm y del fotógrafo Arthur Grimm. Este matrimonio resultó en un hijo (* 1940) y una hija (* 1949). Su segunda esposa fue Luise Schneider desde 1994 hasta su muerte.
Kurt Hoffmann murió el 25 de junio de 2001 en Múnich a la edad de 90 años.  Está enterrado en Ronco sopra Ascona, Suiza.

## Filmografía
Como director, salvo que se indique lo contrario:
- 1938: Du und ich (asistente de dirección)
- 1939: Paradies der Junggesellen
- 1939: Hurra! Ich bin Papa!
- 1941: Quax, der Bruchpilot
- 1943: Ich vertraue Dir meine Frau an
- 1943: Kohlhiesels Töchter
- 1943: Ich werde dich auf Händen tragen
- 1948: Das verlorene Gesicht
- 1949: Heimliches Rendezvous
- 1950: Fünf unter Verdacht
- 1950: Der Fall Rabanser
- 1950: Taxi-Kitty
- 1951: Fanfaren der Liebe
- 1951: Königin einer Nacht
- 1952: Klettermaxe
- 1952: Liebe im Finanzamt
- 1953: Musik bei Nacht
- 1953: Hokuspokus
- 1953: Moselfahrt aus Liebeskummer
- 1954: Der Raub der Sabinerinnen
- 1954: Das fliegende Klassenzimmer
- 1954: Feuerwerk
- 1955: Drei Männer im Schnee
- 1955: Ich denke oft an Piroschka
- 1956: Heute heiratet mein Mann
- 1956: Salzburger Geschichten
- 1957: Las confesiones del estafador Felix Krull
- 1957: Das Wirtshaus im Spessart
- 1958: Wir Wunderkinder
- 1959: Der Engel, der seine Harfe versetzte
- 1959: Das schöne Abenteuer
- 1960: Lampenfieber
- 1960: Das Spukschloß im Spessart
- 1961: Die Ehe des Herrn Mississippi
- 1962: Schneewittchen und die sieben Gaukler
- 1963: Liebe will gelernt sein
- 1963: Schloß Gripsholm (también productor)
- 1964: Das Haus in der Karpfengasse
- 1964: Dr. med. Hiob Prätorius
- 1965: Hokuspokus oder: Wie lasse ich meinen Mann verschwinden…?
- 1966: Liselotte von der Pfalz
- 1967: Herrliche Zeiten im Spessart
- 1967: Rheinsberg
- 1968: Morgens um sieben ist die Welt noch in Ordnung
- 1969: Ein Tag ist schöner als der andere
- 1971: Der Kapitän

## Premios
- 1956: Deutscher Kritikerpreis
- 1958: Globo de Oro a la mejor película en lengua no inglesa por Bekenntnisse des Hochstaplers Felix Krull
- 1958: Ernst-Lubitsch-Preis por Das Wirtshaus im Spessart [4][5]
- 1959: Golden Prize del Moscow International Film Festival por Wir Wunderkinder [4]
- 1960: Golden Globe Award (Mejor película extranjera) por Wir Wunderkinder
- 1961: Bambi (La película alemana más valiosa desde el punto de vista artístico) por Das Spukschloß im Spessart
- 1963: Premio de la ciudad de Zúrich por Die Ehe des Herrn Mississippi
- 1965: Filmband in Gold por Das Haus in der Karpfengasse [4]
- 1965: Bambi (La película alemana más valiosa desde el punto de vista artístico) por Dr. med. Hiob Prätorius
- 1979: Cinta cinematográfica en oro por muchos años de excelente trabajo en el cine alemán
- 1979: Cruz al Mérito de 1ª Clase de la Orden del Mérito de la República Federal de Alemania
- 1995: Premio bávaro de cine: Premio honorífico
- 1996: Orden del Mérito de Baviera [4]